# Женевський трамвай
Женевський трамвай (фр. Réseau tramway de Genève) — трамвайна мережа міста Женева, Швейцарія. Була відкрита 19 червня 1862 року і була першою трамвайною мережею Швейцарії.

## Історія
Перші трамваї на кінній тязі були введені в експлуатацію в 1862 році. 1877 року було запущено перший паровий трамвай Швейцарії. До кінця XIX століття з'явилися перші електричні трамваї. 1899 року була організована Женевська компанія електричних трамваїв, яка за кілька років придбала всі шляхи й розпочала електрифікацію та розширення мережі.
До 1920-х років Женева стала володаркою найбільшої трамвайної мережі в Європі, яка охоплювала не тільки передмістя Женеви, а й сусідні французькі містечка. У 1923–24 довжина мережі становила 119,7 км, в тому числі 15,6 км по французькій території.
Після Другої світової війни трамвай поступився місцем особистим автомобілям, автобусам і тролейбусам. Деградація трамвайної мережі до 1969 році призвела до того, що функціонувала лише одна лінія № 12. 1977 року Женевська компанія електричних трамваїв була перетворена в компанію Женевський громадський транспорт (Transports Publics Genevois).

## Маршрути
Лінії на 2011:
| Лінії | Маршрути                                   | Дата відкриття | Рік відновлення | Квартали, що обслуговує                                                   | Кіл-сть зупинок |
| ----- | ------------------------------------------ | -------------- | --------------- | ------------------------------------------------------------------------- | --------------- |
| 12    | Palettes ↔ Moillesulaz via Bachet-de-Pesay | 1862 1992      | 2008            | Bachet, Carouge, Place Neuve, Rive, Gare Eaux-Vives, Chêne-Bourg          | 29              |
| 14    | Bernex P+R ↔ Meyrin-Gravière via Bel Air   | 2007           | 2012            | Onex, Petit-Lancy, Stand, Bel-Air, Gare Cornavin, Servette, Les Avanchets | 31              |
| 15    | Palettes ↔ Nations via Les Acacias         | 2004           | 2006            | France, Gare Cornavin, Plainpalais, Pont-Rouge                            | 19              |
| 18    | Carouge ↔ CERN via Gare Cornavin           | 2010           | 2014            | Carouge, Gare Cornavin, Servette, Avanchet                                | 26              |

## Рухомий склад
| Фото | Модель                     | Виробник     | Рік введення до експлуатації | Кіл-сть | Бортові номери         | Довжина вагона |
| ---- | -------------------------- | ------------ | ---------------------------- | ------- | ---------------------- | -------------- |
|      | Be 4/6                     | Duewag       | 1984, 1987—1989              | 24      | 801, 802—822, 825, 826 | 21.9 м         |
|      | Be 4/8                     | Duewag       | 2004—2005, 2009—2010         | 21      | 831—852                | 30.9 м         |
|      | Flexity Outlook Cityrunner | Bombardier   | 2004—2005, 2009—2010         | 39      | 861—899                | 42 м           |
|      | Tango                      | Stadler Rail | 2011—2014                    | 32      | 1801—1832              | 44 м           |

## Ресурси Інтернету
Вікісховище має мультимедійні дані за темою: Женевський трамвай
- Association genevoise du musée des Tramways [Архівовано 29 квітня 2011 у Wayback Machine.] – official site (фр.)